# Paul Eggenberg
Paul Walter Eggenberg (* 27. November 1918 in Heiligenschwendi; † 30. September 2004 in Hilterfingen) war ein Schweizer Lehrer, Manager und berndeutscher Mundartschriftsteller.

## Leben
Paul Eggenberg war der Sohn des Zimmermeisters Johann Eggenberg und dessen Ehefrau Marie (geb. Grünig) (* 1893); sein späterer Stiefvater war Walter Klossner († 29. Juni 1978 in Goldiwil), Lehrer in Heiligenschwendi, der sich auch malerisch betätigte. In erster Ehe war Eggenberg seit dem 9. August 1942 mit Emilie (* 1908; † 19. Juli 1993 in Oberhofen am Thunersee) verheiratet; die Ehe wurde später geschieden. Zur Herkunft und zum Namen seiner zweiten Ehefrau liegen keine Hinweise vor.
Eggenberg besuchte die Sekundarschule in Oberhofen und anschliessend das Lehrerseminar Muristalden (heute Campus Muristalden) in Bern, hörte Psychologievorlesungen an der Universität Bern und machte in Zürich das Sprachheillehrerdiplom; er erhielt 1939 das Patent zum Primarlehrer. Er war danach bis 1961 als Lehrer in Heimisbach bei Trachselwald, Heiligenschwendi und, seit 1949, als Lehrer am Friedbühlschulhaus in Bern sowie als städtischer Sprachheillehrer, der in Bern die Logopädie aufbaute, tätig. In dieser Zeit betätigte er sich auch als Übungslehrer am Lehrerseminar Hofwil.
Nach einem Berufswechsel arbeitete er beim Rundfunk und von 1963 bis 1966 als Geschäftsführer des Automobil-Clubs der Schweiz (ACS) und der ACS-Reisen AG in Bern. Er wirkte von 1966 bis 1969 und von 1972 bis 1981 in Mürren als Direktor der neugegründeten Schilthornbahn AG. In dieser Zeit verhandelte er mit den Filmproduzenten des James-Bond-Klassikers Im Geheimdienst Ihrer Majestät, die nach Vertragsabschluss durch die Nutzung der Bahn den Bau der Aussichtsplattform finanzierten. Während der Filmproduktion kam es auch zu einer Rettungsaktion, bei der 76 Delegierte des Weltpostvereins aus 120 Meter Höhe aus der Fahrkabine der Seilbahn abgeseilt werden mussten und sich die Techniker der Filmcrew an den Rettungsmassnahmen beteiligten; aufgrund des Seilbahnunglücks trat Eggenberg von seinem Amt als Direktor zurück.
1982 wurde er in den Verwaltungsrat der Sportbahn AG Beatenberg–Niederhorn gewählt und war 1983 als deren Verwaltungsratspräsident tätig. 1988 erfolgte seine Wahl in den Vorstand der Rebbau-Genossenschaft in Oberhofen.
Von 1969 bis 1971 lebte er in London als freier Schriftsteller und Korrespondent verschiedener Schweizer Zeitungen. Danach war er wohnhaft am Friedbühlweg 1 in Oberhofen am Thunersee.

## Werk
Eggenberg machte sich als Verfasser von Jugendbüchern, so unter anderem 1946 mit Hans der Bergbub und 1962 mit Ohne Kopf durch die Wand einen Namen. Weiterhin verfasste er 1955 mit Kurlig Lüt und 1971 mit Heimlichs Erzählungen in Berndeutsch und publizierte auch Sachbücher, unter anderem 1950 Skibüchlein für junge Leute, 1986 Leben und Wirken des Bergmalers Gustav Ritschard und 1989 Oberhofen.

## Publikationen (Auswahl)
- Paul Eggenberg, Hans Eichenberger: Hans, der Bergbub. Sauerländer, Aarau 1946.
- Paul Eggenberg, Wolfgang Felten: Der Schatzsucher. Bassermann, München 1949.
- Der Sohn des Bergführers. Sauerländer, Aarau 1951.
- Skibüchlein für junge Leute. Anleitung und kurzgefasste Ratschläge für Skifahrer. Sauerländer, Aarau 1950.
- Die Lawine vom Steinenberg. Evangelischer Verlag, Zollikon-Zürich 1954.
- Kurlig Lüt - Geschichtli us em Bärnerland. Reinhardt, Basel 1955.
- Die Strolchenfahrt. Sauerländer, Aarau / Frankfurt a. M. 1958.
- Wiehnachtsgschichte. Reinhardt, Basel 1958.
- Es Hämpfeli Sunnigs - Bärndütschi Gschichte. Reinhardt, Basel 1959.
- Paul Eggenberg, Emil Zbinden: Unser Bernerland. Schweizerisches Jugendschriftenwerk, Zürich 1959.
- Paul Eggenberg, Hans Falk: Fremdenlegionär Anton Weidert. Schweizerisches Jugendschriftenwerk, Zürich 1959.
- Hans Annaheim, Paul Eggenberg, Walther Flaig, Ernst Schwabe: Über den Alpen. Kümmerly & Frey, Bern 1959.
- Ernst Balzli. In: Schwyzerlüt, Band 21, 1959–1960, doi:10.5169/seals-187961#96, S. 12–16.
- D Grabred vom Paul Eggenberg, Presidänt vom Bärner Schriftstellerverein. In: Schwyzerlüt, Band 23, 1961, S. 2–5.
- Es letschts Wort vom Paul Eggenberg: Presidänt vom Bärner Schriftstellerverein. In: Schwyzerlüt, Band 24, 1962, S. 11–13.
- Hinderem Vorhängli. Bärndütschi Geschichte. Reinhardt, Basel 1962.
- Kennst du Amerika? Schweizerisches Jugendschriftenwerk, Zürich 1962.
- Es Fründeswort im Gedänke a Kari Grunder. In: Schwyzerlüt, Band 25, 1963, S. 32–33.
- Paul Eggenberg; Willi Schnabel: Rheinschiffer, ahoi! Schweizerisches Jugendschriftenwerk, Zürich 1963.
- Kirala. Schweizerisches Jugendschriftenwerk, Zürich 1963.
- Ohne Kopf durch die Wand. Schweizer Jugend-Verlag, Solothurn / Eulen-Verlag, Stuttgart 1964.
- Dür die anderi Brülle: Ruedi Hinderemwalds Wäg i d’Politik. Reinhardt, Basel 1964.
- Noch geschehen Wunder: zwei Weihnachtsgeschichten. Reinhardt, Basel 1965.
- Em Emil Balmer zum Gedänke: Radio-Nachruef vom 7. Februar 1966. In: Schwyzerlüt, Band 28, 1966, S. 8–9.
- Das Heiratsinserat. In: Historischer Kalender, oder Der hinkende Bot, Band 239, 1966, doi:10.5169/seals-654985#67, S. 57–64.
- Es Hämpfeli Sunnigs. Reinhardt, Basel 1967.
- Wenn's mönschelet: drei bärndütschi Gschichte. Reinhardt, Basel 1968.
- Heimlichs: vier bärndütschi Gschichte. Reinhardt, Basel 1971.
- Chinook, der Indianer. Schweizerisches Jugendschriftenwerk, Zürich 1973.
- Sechsmal Heiliger Abend. Reinhardt, Zürich 1974.
- Der verwegene Reiter. Schweizerisches Jugendschriftenwerk, Zürich 1974.
- Bärndütschi Gschichte. Viktoria-Verlag, Ostermundigen-Bern 1978.
- No meh bärndütschi Gschichte. Viktoria-Verlag, Ostermundigen-Bern 1981.
- Nacht der Wunder: 7 weihnachtliche Erzählungen. Fischer, Münsingen 1983.
- Paul Eggenberg; Hans Adrian Gygax: E Tür geit uuf: wienachtlechi Gschichte. Fischer, Münsingen 1984.
- Jeremias Gotthelf aus seinem Leben, Wirken und Kämpfen. Schweizerisches Jugendschriftenwerk, Egg/Zürich 1984.
- Zum Schmunzle und Sinniere. Bärndütschi Churzgschichte zum Vorläse. Fischer, Münsingen-Bern 1985.
- Sache git’s. Bärndütschi Gschichte zum Läse u Vorläse. Fischer, Münsingen 1987.
- Der Jodelliederkomponist und Textdichter Adolf Stähli. Krebser, Thun 1990.
- D Wunder sy nid usgstorbe: Wiehnachtsgschichte. Sonnenheimat-Verlag, Bern 1990.
- Bluescht u Dorne. Fischer, Münsingen-Bern 1991.
- Allergattig Lüt. Fischer, Münsingen-Bern 1994.

## Gesellschaftliches Engagement
- Eggenberg gehörte der Sozialdemokratischen Partei an und engagierte sich in den Schulungsprogrammen der Partei.
- Während des Ungarn-Aufstands sprach er sich 1956 und 1957 im Namen des Berner Schriftsteller-Vereins für die schweizerische Unterstützung des ungarischen Volkes aus:[21] «… es gibt keine friedliche Koexistenz mit einem Staat, der auf Gewalt und Terror aufgebaut ist, gibt keine freundschaftliche Annäherung, die als Schwäche gedeutet, ausgebeutet und als Waffe gegen uns selber eingesetzt wird!»[22]
- 1960[23] und 1966[24] gehörte er in der Fürsorgekommission[25] dem Berner Stadtrat an.
- Als Beauftragter der Pro Helvetia trat er weltweit mit Vorträgen über die Schweiz auf.

## Mitgliedschaften
- Eggenberg war, als Nachfolger von Erwin Heimann[26], von 1955 bis 1962 und als Nachfolger von Hans Rudolf Hubler (1922–2014)[27] von 1973[28] bis 1981 Präsident des 1941[29] gegründeten Berner Schriftsteller-Vereins; ihm folgte 1962 Hektor Küffer (1902–1985)[30][31] und 1981 Hans Erpf[32]. Nach seinem Rücktritt aus gesundheitlichen Gründen wurde er 1981 zum Ehrenpräsidenten ernannt.
- 1963 war er Mitglied des Aufsichtsrats der Schweizerischen Schillerstiftung[33] und lange Jahre in der Preisvergabekommission.
- Er war von 1977[34] bis 1985[35] Präsident des SKAL-Clubs Berner Oberland, in dem sich Führungskräfte aus allen Bereichen der Tourismusbranche und der Hotellerie als Mitglied finden.[36]
- 1981 wurde er in den ersten Stiftungsrat der Berner Stiftung für Radio und Fernsehen[37] gewählt.[38]
- 1982[39] wurde er der Präsident des Fördervereins Vaporma, der ein Dampfmaschinenmuseum in Thun realisieren wollte[40] und der sich auch für den Erhalt des Raddampfers Blümlisalp einsetzte;[41] 1985 schied er aus dem Vaporama-Vorstand aus.[42]
- Von 1983[43] bis 1986 war er Mitglied des Stiftungsrates der Stiftung Bergheimat[44]; die Stiftung hatte sich zum Ziel gesetzt, der Aus- und Weiterbildung der Mitglieder der Bergheimat[45] zu dienen.
- Er war Ehrenmitglied[46] im 1951 gegründeten Jodlerklub Oberhofen.[47]

## Auszeichnungen
- 1955: Literaturpreis der Stadt Bern, verbunden mit einer Prämie in Höhe von 500 Franken.[48]

## Varia
1955 war Eggenberg Schweizer Meister der nordischen Kombination und bis 1987 der Chef Sprunglauf im Berner Oberländischen Skiverband.

## Artikel
- Karin Marti-Weissenbach: Paul Eggenberg. In: Historisches Lexikon der Schweiz.
- Paul Eggenberg. In: Wilhelm Kosch: Deutsches Literatur-Lexikon. Das 20. Jahrhundert, Band 7. Zürich 2005. S. 167 f.
- Paul Eggenberg. In: Der Bund vom 25. November 1978.
- Paul Eggenberg. In: Thuner Tagblatt vom 7. August 1980.
- Paul Eggenberg. In: Thuner Tagblatt vom 19. April 1984.
- Paul Eggenberg. In: Thuner Tagblatt vom 19. November 1987.
- Paul Eggenberg. In: Der Bund vom 27. November 1993.